# Megaphysa
Megaphysa és un gènere monotípic d'arnes de la família Crambidae descrit per Achille Guenée el 1854. Conté només una espècie, Megaphysa herbiferalis, descrita pel mateix autor el mateix any, que es troba a Colòmbia i l'Equador.